# Cal Queu
Cal Queu és una masia de Tona (Osona) inclosa a l'Inventari del Patrimoni Arquitectònic de Catalunya.

## Descripció
Casa d'un sol cos, de planta rectangular i coberta a dues vessants. Totes les obertures són de testera recta i emmarcades per carreus de pedra ben tallats. Conserva la seva estructura original malgrat que sembla que sofrí una ampliació important que modificà l'orientació de la façana principal, i s'hi han anat construint diverses habitacions adossades al cos principal, destinades al bestiar. L'entorn ha estat molt modificat degut a la construcció de la nova carretera.

## Història
El 22 de maig de 1346 consta en un document de la casa d'Eures (sala d'Heures) de la parròquia de Santa Eugènia de Berga, que el castlà Pere de Santa Eugènia va vendre al ciutadà de Vic, Bernat Moscors, el mas Vendrell (ara Cal Queu) que tenien els pagesos Bernat de Vendrell, casat amb Elisendis. El mas era de la baronia de Montcada, ara del rei, i el castlà els posseïa pel castell de Tona. El dia 13 d'agost de 1349 va passar en poder de Pere Milany, amb el consentiment del rei Pere, senyor del castell de Tona, i el 1384 va ser adquirit pel mas Planell.